# Михалёв, Александр Васильевич
Алекса́ндр Васи́льевич Михалёв (8 ноября 1940, Брянск, Орловская область — 27 октября 2022) — советский и российский математик, профессор кафедры высшей алгебры механико-математического факультета МГУ, заведующий кафедрой теоретической информатики мехмата, проректор МГУ (2000—2009). Декан факультета дополнительного образования (1999—2013).

## Биография
В 1961 году окончил механико-математический факультет МГУ. В 1967 под руководством Льва Скорнякова защитил кандидатскую диссертацию «Изоморфизмы полугрупп эндоморфизмов модулей». Доктор физико-математических наук (1990), тема докторской диссертации: «Эндоморфизмы модулей и мультипликативное строение колец».
Заслуженный деятель науки Российской Федерации (2003), лауреат премии Совета Министров СССР (1982), Премии имени М. В. Ломоносова первой степени за научные работы (2004), премии Президента России в области образования. Заслуженный профессор МГУ (2005).